# 1541年不合法遊戲法令
《1541年不合法遊戲法令》（英語：Unlawful Games Act 1541；33 Hen 8 c 9），又稱《1541年不合法遊戲遏止法令》（Suppression of Unlawful Games Act 1541），是英格蘭國會的一項法令，旨在禁止數種導致「射箭衰落」的「新發明的遊戲」。

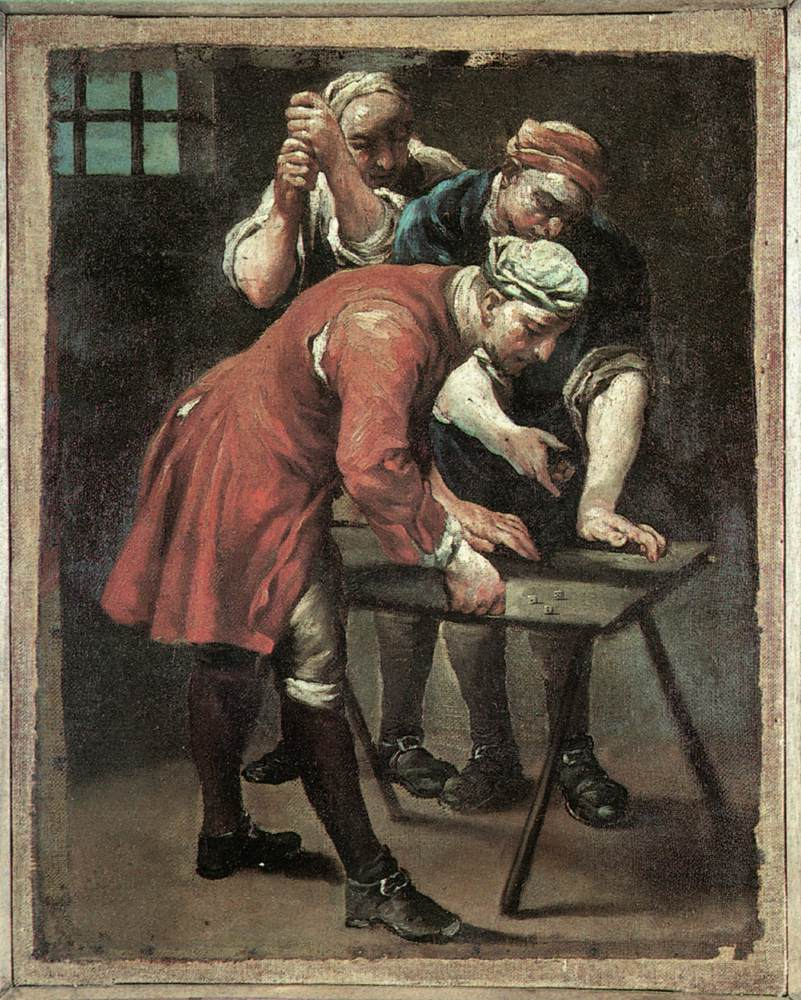
18世紀的骰子玩家

該法令的大部分條文由《1845年博彩法令》第1條廢除。
《1948年成文法編正法令》廢除了《1541年不合法遊戲法令》第11至13條、第8條部分字句，以及弁言中的如下字句
整部法令的餘下部分由《1960年投注及博彩法令》（8 & 9 Eliz. 2, c.60）第15條及附表6第I部廢除。